# サンダウン公園駅
サンダウン公園駅（サンダウンこうえんえき、Sandown Park railway station）はオーストラリアのヴィクトリア州にある、パッケナム線およびクランボーン線の鉄道駅。メルボルン南東のスプリングヴェイルに位置する。1889年に「オークリー競馬場駅」として開業し、1892年に現在の「サンダウン公園駅」に改称。
この駅はサンダウン競馬場へのアクセスのために設置され、信号扱所1か所と切符売場1か所が設けられた。また2本の本線に加えて、東側にはレース開催日の臨時列車のために全長600メートル超の留置線2本が敷かれた。上り線にはプラットホームがなく、下り線のみが島式ホームと接する形であった。そして下り線の島式ホームの東側は留置線と面していた。この駅は競馬開催日にのみ使用され、1955年5月に閉鎖となった。
1965年6月、サンダウン公園駅は一般旅客向けに、島式ホーム1面を使用して営業再開した。この駅にはプラットホームの端に2番目の出入口と地下道が存在していたが、後に閉鎖されて埋め潰された。駅の南側にあったコーリガン・ロードとの踏切は、2018年に撤去された。

## プラットホーム
サンダウン公園駅は1面2線の島式ホームを備えており、メトロ・トレインズ・メルボルンのパッケナム線およびクランボーン線が営業している。
1番ホーム
- パッケナム線: フリンダースストリート方面の普通列車および特急列車が停車する。
- クランボーン線: フリンダースストリート方面の普通列車および特急列車が停車する。

2番ホーム
- パッケナム線: パッケナム方面の普通列車および特急列車が停車する。
- クランボーン線: クランボーン方面の普通列車が停車する。